# La Caixa (Santa Perpètua de Mogoda)
La Caixa és un edifici eclèctic de Santa Perpètua de Mogoda (Vallès Occidental) que forma part de l'Inventari del Patrimoni Arquitectònic de Catalunya.

## Descripció
És un edifici d'estructura tipus xalet- torre, format per tres plantes amb obertures que combinen l'arc de mig punt amb la forma allindada. A la segona planta hi ha tres balcons correguts i a la cantonada, l'edifici té un pis més.
La coberta és a doble vessant formant un ràfec que sobresurt molt decorat per la part de sota. Aquest tipus de coberta es troba també al carrer Martí Costa. Totes les obertures estan emmarcades per dovelles d'un tipus de material diferent a la resta de la construcció. És l'única decoració de l'edifici.